# Kurt Heinrich Mäder
Kurt Heinrich Mäder (* 19. September 1896 in Chemnitz; † 9. August 1980 in Dresden) war ein deutscher Maler und Grafiker.

## Leben und Werk
Mäder studierte Malerei an der Dresdner Akademie für bildende Künste. Dort war er ein Schüler von Richard Dreher und Georg Lührig. Danach arbeitete er in Dresden als freischaffender Künstler, vor allem als Maler naturalistischer Landschaftsbilder. Daneben übte er zumindest zeitweilig auch eine Lehrtätigkeit an der Akademie aus. Das Dresdner Adressbuch verzeichnet ihn erstmals 1926/1927 als Kunstmaler in der Kasernenstraße 18. Das Haus fiel kurz vor dem Ende des Zweiten Weltkriegs dem Bombenkrieg zum Opfer.
In der Zeit des Nationalsozialismus war Mäder Mitglied der Reichskammer der bildenden Künste und auf mindestens vierzehn Ausstellungen vertreten.
Bis 1945 nahm er als Soldat der Wehrmacht am Krieg teil. Danach war er wieder freischaffend in Dresden tätig. Er gehörte dem Verband Bildender Künstler der DDR an.
Sein Nachlass befindet sich im Deutschen Kunstarchiv.

## Werke (Auswahl)

### Tafelbild
- Dohna/Erzgebirge (1933, Öl, 94,5 × 64,5 cm; Heimatmuseum Dohna)[3]
- Kärntner Land (1933, 60,5 × 80,5 cm, Signatur unten rechts: „K. H. MÄDER 33“; Städtische Galerie Dresden)[4]
- Hafen von Piräus (vor 1938)[5]
- Hafen von Ägina (vor 1938)[6]
- Attische Landschaft (vor 1938)[7]

### Aquarelle
- Bahnhofsleben (1952)[8][9]
- Unser Osterzgebirge (1952)[10][9]
- Güter kommen zur Stadt (1952)[11][9]
- Sächsische Landschaft mit Malven[12]

### Lithografie
- Das Orchester (Lithografie; Orchester der Staatsoper Dresden, um 1930, 41 × 61,7 cm, Signatur unten rechts: „K. H. Mäder“; Städtische Galerie Dresden)[13]
- Auf der Alm im Stubai (Lithografie; 1933 publiziert in Illustrirte Zeitung, S. 107)

## Buchillustration
- Herbert Reinhold: Die Gletscherbande. Erzählung aus den Bergen. Walter Flechsig-Verlag, Dresden, 1938 (Reihe Flechsig-Jugendbücher)